# Antonín Jaroslav Klose

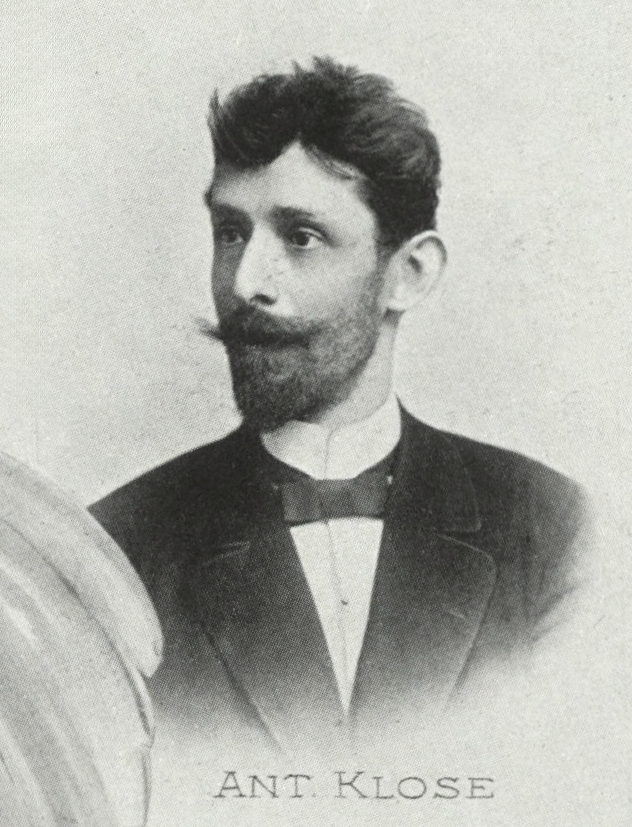

Antonín Jaroslav Klose (* 24. November 1861 in Zbiroh; † 21. September 1906 in Prag) war österreichischer Schriftsteller.

## Leben
Nach dem Besuch des Gymnasiums in Pilsen und der Technischen Universität in Prag war er als Angestellter bei der Prager Verwaltung tätig. Er gehörte zu den Mitbegründern des Literatenzirkels Máj.

## Werke
Seine Gedichte waren melancholisch inklinierte Lyrik und erschienen erstmals 1883 in den Zeitschriften Zličan und Lumír. Bis auf zwei Bücher publizierte er meist in Zeitungen und Zeitschriften. Seine Lyrik orientierte sich an der harten Realität, war ehrlich, realistisch.
- Básně (1889)
- Na zemi (1892)